# Торремоча-де-Хілока
Торремоча-де-Хілока (ісп. Torremocha de Jiloca) — муніципалітет в Іспанії, у складі автономної спільноти Арагон, у провінції Теруель. Населення — 148 осіб (2010).
Муніципалітет розташований на відстані близько 200 км на схід від Мадрида, 31 км на північний захід від міста Теруель.

## Демографія
Динаміка населення (INE ):